# Biuro Wojskowej Inspekcji Gospodarki Energetycznej
Biuro Wojskowej Inspekcji Gospodarki Energetycznej - inspekcja sprawująca kontrolę nad przestrzeganiem przepisów o gospodarce paliwowo-energetycznej w jednostkach organizacyjnych resortu obrony narodowej. Do zasadniczych elementów nadzoru należy realizacja inwestycji, eksploatacja obiektów oraz prowadzenie kwalifikacji osób prowadzących tą eksploatację.

Insygnia WIGE
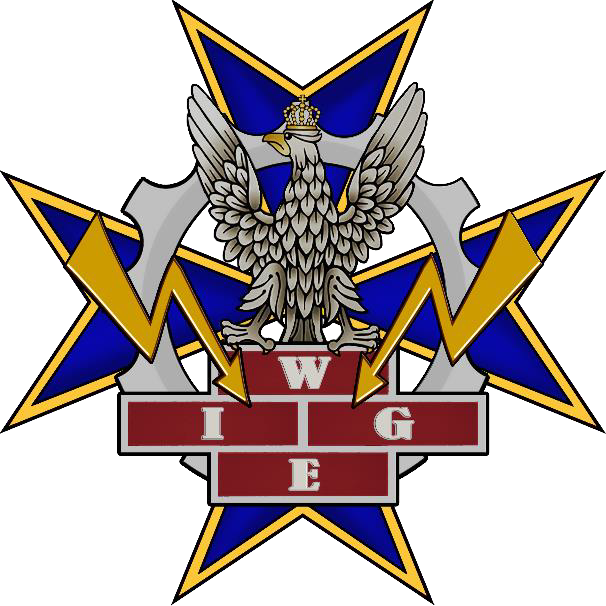
Odznaka pamiątkowa (wzór 2025)
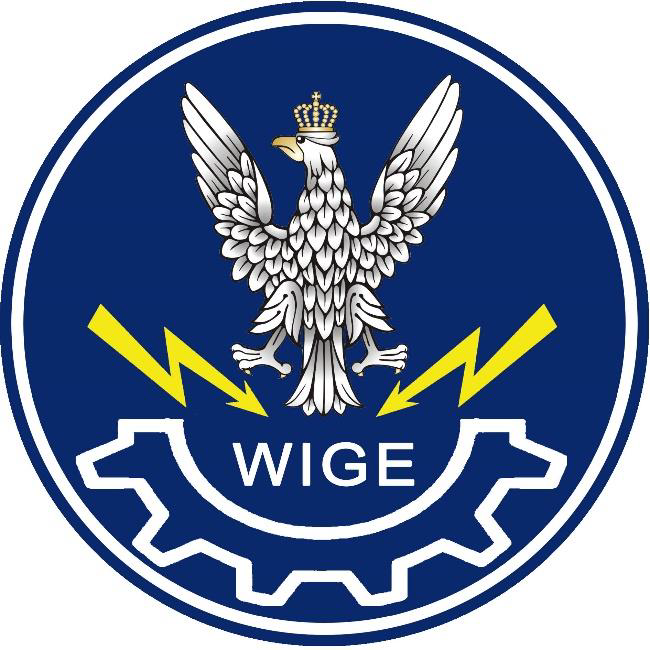
Oznaka rozpoznawcza na mundur wyjściowy (wzór 2023)
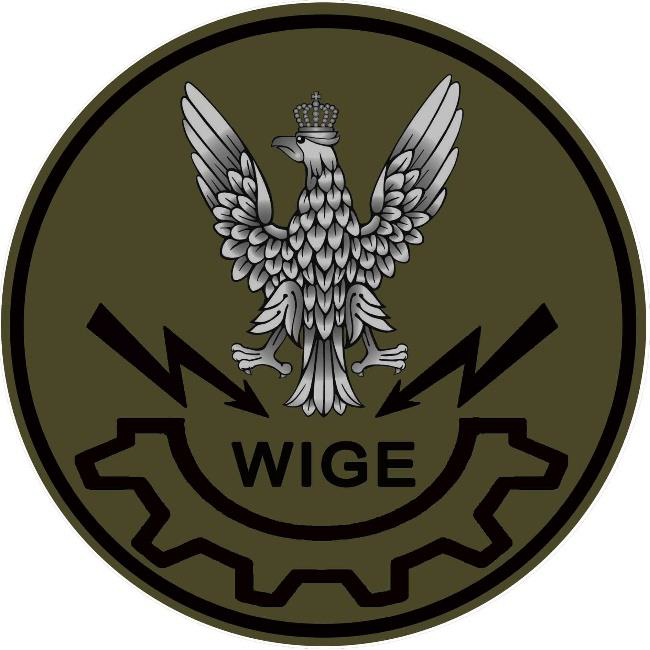
Oznaka rozpoznawcza na mundur polowy (wzór 2023)